# Dwm
dwm es un gestor de ventanas dinámico y minimalista para el Sistema de ventanas X (X Window System). Se caracteriza por tener una base simple y de código abierto, además de carecer de archivos de configuración, los cambios deben ser hechos sobre el código fuente, para luego ser recompilados. dwm está escrito únicamente en C, haciendo uso de la librería Xlib. Una de las directrices del proyecto es que el código fuente no supere nunca los 2000 Línea de código fuente (SLOC).

## Características generales
dwm soporta múltiples espacios de trabajo y, a diferencia de ratpoison, permite mover y redimensionar las ventanas con el ratón. Del mismo círculo de desarrolladores (suckless), tenemos otro interesante programa, dmenu, que se integra perfectamente con dwm. dmenu es una utilidad-menú que se caracteriza por poder ser usado únicamente con el teclado. Permite al usuario buscar entre los programas instalados e iniciarlos.